# Herlinde Rothauer
Herlinde Rothauer (* 24. Februar 1941 in Brünn) ist eine österreichische Politikerin (ÖVP) in Ruhe. Rothauer war Stadträtin in Wien und Mitglied des Bundesrates. 

## Ausbildung und Beruf
Rothauer besuchte 1947 bis 1951 die Volksschule in Wien und im Anschluss bis 1959 ein Humanistisches Gymnasium in Wien. Danach studierte sie Architektur, Raumplanung und Raumausstattung an der Technischen Universität Wien und schloss ihr Studium 1973 mit dem akademischen Grad Dr. techn. ab. 1978 legte sie die Ziviltechnikerprüfung ab. 
Rothauer absolvierte 1971 bis 1974 mehrere Praktika in diversen Architektur- und Raumplanungsbüros und war 1974 bis 1991 Referentin für Raumplanung in der Kammer der gewerblichen Wirtschaft. 1991 bis 2001 hatte sie die Leitungsfunktion in der Abteilung für Stadtplanung und Verkehrspolitik in der Wirtschaftskammer Wien inne. Zudem war sie von 1986 bis 1991 Lehrbeauftragte an der Technischen Universität Wien, Fakultät für Raumplanung und Architektur. 

## Politik
Rothauer war von 1989 bis 2001 Mitglied des Wiener Gemeinderates und Abgeordnete zum Wiener Landtag und wurde am 27. April 2001 zur Stadträtin und zum Mitglied der Wiener Landesregierung gewählt (siehe Landesregierung und Stadtsenat Häupl III). Rothauer hatte das Amt bis zum 18. November 2005 inne und schied mit der Angelobung der neuen Stadtregierung aus dem Amt. Rothauer hatte in der Wiener Stadtregierung kein eigenes Ressort inne. Rothauer war zudem vom 20. Dezember 2002 bis zum 16. Jänner 2003 Mitglied des Bundesrates.